# Árni Páll Árnason
En aquest nom islandès, el darrer nom és un patronímic, no pas un cognom. La manera de referir-se a aquesta persona és pel nom de pila.
Árni Páll Árnason (nascut el 23 de maig de 1966) és un polític islandès i antic Ministre d'Afers Socials (10 maig del 2009 - 2 de setembre del 2010) i com a Ministre d'Afers de Negocis (2 setembre del 2010 - 31 de desembre del 2011). Ha estat diputat al Parlament per l'Aliança Socialdemòcrata des del 2007 i va ser triat líder del partit el febrer de 2013.
Nascut a Reykjavik, va rebre una llicenciatura en Dret de la Universitat d'Islàndia en 1991 i un postgrau en Dret europeu al Col·legi d'Europa, on va estudiar des de 1991 fins a l'any 1992 (Promoció Mozart). Es va convertir en advocat en 1997.